# Inflación eterna
La inflación eterna es un modelo hipotético de un universo inflacionario, que es en sí mismo una consecuencia o extensión de la teoría del Big Bang.
Según la inflación eterna, la fase inflacionaria de la expansión del universo dura para siempre en la mayor parte del universo. Debido a que las regiones se expanden exponencialmente rápidamente, la mayor parte del volumen del universo en un momento dado se está inflando. La inflación eterna, por tanto, produce un multiverso hipotéticamente infinito, en el que sólo un volumen fractal insignificante pone fin a la inflación.
Paul Steinhardt, uno de los investigadores originales del modelo inflacionario, introdujo el primer ejemplo de inflación eterna en 1983, y Alexander Vilenkin demostró que es genérico.
El artículo de Alan Guth de 2007, "La inflación eterna y sus implicaciones", afirma que, bajo supuestos razonables, "aunque la inflación es genéricamente eterna en el futuro, no es eterna en el pasado". Guth detalló lo que se sabía sobre el tema en ese momento y demostró que la inflación eterna todavía se consideraba el resultado probable de la inflación, más de 20 años después de que Steinhardt introdujera por primera vez la inflación eterna.

## Descripción general

### Desarrollo de la teoría
La inflación, o teoría del universo inflacionario, se desarrolló originalmente como una forma de superar los pocos problemas restantes con lo que por lo demás se consideraba una teoría cosmológica exitosa, el modelo del Big Bang.
En 1979, Alan Guth introdujo el modelo inflacionario del universo para explicar por qué el universo es plano y homogéneo (lo que se refiere a la suave distribución de la materia y la radiación a gran escala; véase: Problema del horizonte). La idea básica era que el universo experimentó un período de expansión rápidamente acelerada unos instantes después del Big Bang. Ofreció un mecanismo para provocar que comenzara la inflación: energía de falso vacío (estado inestable en el tiempo de la menor densidad de energía posible). Guth acuñó el término "inflación" y fue el primero en discutir la teoría con otros científicos de todo el mundo.
La formulación original de Guth era problemática, ya que no había una manera consistente de poner fin a la época inflacionaria y terminar con el universo caliente, isotrópico y homogéneo que se observa hoy. Aunque el falso vacío podría descomponerse en "burbujas" vacías de "vacío verdadero" que se expandían a la velocidad de la luz, las burbujas vacías no podían fusionarse para recalentar el universo, porque no podían seguir el ritmo del universo inflado restante.
En 1982, este "problema de la salida elegante" fue resuelto de forma independiente por Andrei Linde y por Andreas Albrecht y Paul J. Steinhardt, quienes mostraron cómo acabar con la inflación sin formar burbujas vacías y, en cambio, terminar con un universo caliente en expansión. La idea básica era tener un "rollo lento" continuo o una evolución lenta desde el vacío falso al verdadero sin formar burbujas. El modelo mejorado se denominó "nueva inflación".
En 1983, Paul Steinhardt fue el primero en demostrar que esta "nueva inflación" no tiene por qué terminar en todas partes. En cambio, podría terminar solo en un parche finito o en una burbuja caliente llena de materia y radiación, y que la inflación continúe en la mayor parte del universo mientras produce burbujas calientes tras burbujas calientes a lo largo del camino. Alexander Vilenkin demostró que cuando se incluyen adecuadamente los efectos cuánticos, esto es en realidad genérico para todos los nuevos modelos de inflación.
Utilizando ideas introducidas por Steinhardt y Vilenkin, Andrei Linde publicó un modelo alternativo de inflación en 1986 que utilizó estas ideas para proporcionar una descripción detallada de lo que se conoce como la teoría de la inflación caótica o inflación eterna.

### Fluctuaciones cuánticas
La nueva inflación no produce un universo perfectamente simétrico debido a las fluctuaciones cuánticas durante la inflación. Las fluctuaciones hacen que la densidad de energía y materia sea diferente en diferentes puntos del espacio.
Las fluctuaciones cuánticas en el hipotético campo de la inflación producen cambios en la tasa de expansión que son responsables de la inflación eterna. Aquellas regiones con una tasa de inflación más alta se expanden más rápido y dominan el universo, a pesar de la tendencia natural de la inflación a terminar en otras regiones. Esto permite que la inflación continúe para siempre, para producir inflación eterna en el futuro. Como ejemplo simplificado, supongamos que durante la inflación, la tasa de desintegración natural del campo de inflatón es lenta en comparación con el efecto de la fluctuación cuántica. Cuando un miniuniverso se infla y se "autoreproduce" en, digamos, veinte miniuniversos causalmente desconectados de igual tamaño que el miniuniverso original, tal vez nueve de los nuevos miniuniversos tendrán un universo más grande, en lugar de más pequeño, valor promedio del campo de inflación que el miniuniverso original, porque se inflaron desde regiones del miniuniverso original donde la fluctuación cuántica hizo subir el valor de inflación más de lo que la lenta tasa de caída de la inflación hizo que el valor de inflación bajara. Originalmente había un miniuniverso con un valor de inflación determinado; ahora hay nueve miniuniversos que tienen un valor de inflación ligeramente mayor. (Por supuesto, también hay once miniuniversos donde el valor de inflatón es ligeramente menor de lo que era originalmente). Cada miniuniverso con el valor de campo de inflatón más grande reinicia una ronda similar de autorreproducción aproximada dentro de sí mismo. (Los miniuniversos con valores de inflación más bajos también pueden reproducirse, a menos que su valor de inflación sea lo suficientemente pequeño como para que la región salga de la inflación y cese la autorreproducción). Este proceso continúa indefinidamente; nueve miniuniversos de alta inflación podrían convertirse en 81, luego 729... Por tanto, hay inflación eterna.
En 1980, Viatcheslav Mukhanov y Gennady Chibisov sugirieron que las fluctuaciones cuánticas en la Unión Soviética en el contexto de un modelo de gravedad modificado de Alexei Starobinsky eran posibles semillas para la formación de galaxias.
En el contexto de la inflación, las fluctuaciones cuánticas se analizaron por primera vez en el Taller Nuffield de tres semanas de duración sobre el Universo Muy Temprano de 1982 en la Universidad de Cambridge. La intensidad media de las fluctuaciones fue calculada primero por cuatro grupos que trabajaron por separado durante el transcurso del taller: Stephen Hawking; Starobinsky; Guth y So-Young Pi; y James M. Bardeen, Paul Steinhardt y Michael Turner.
Los primeros cálculos derivados del Taller de Nuffield sólo se centraron en las fluctuaciones promedio, cuya magnitud es demasiado pequeña para afectar la inflación. Sin embargo, comenzando con los ejemplos presentados por Steinhardt y Vilenkin, se demostró más tarde que la misma física cuántica produce grandes fluctuaciones ocasionales que aumentan la tasa de inflación y mantienen la inflación eternamente.

### Nuevos desarrollos
Al analizar los datos del Planck Satellite de 2013, Anna Ijjas y Paul Steinhardt demostraron que los modelos inflacionarios más simples de los libros de texto fueron eliminados y que los modelos restantes requieren condiciones iniciales exponencialmente más ajustadas, más parámetros que ajustar y menos inflación. Las observaciones posteriores de Planck informadas en 2015 confirmaron estas conclusiones.
Un artículo de 2014 de Kohli y Haslam cuestionó la viabilidad de la teoría de la inflación eterna, al analizar la teoría de la inflación caótica de Linde en la que las fluctuaciones cuánticas se modelan como ruido blanco gaussiano.  Demostraron que en este escenario popular, la inflación eterna, de hecho, no puede ser eterna, y el ruido aleatorio lleva a que el espacio-tiempo se llene de singularidades. Esto se demostró al mostrar que las soluciones de las ecuaciones de campo de Einstein divergen en un tiempo finito. Por lo tanto, su artículo concluyó que la teoría de la inflación eterna basada en fluctuaciones cuánticas aleatorias no sería una teoría viable, y la existencia resultante de un multiverso es "todavía una cuestión abierta que requerirá una investigación mucho más profunda".

## Inflación, inflación eterna y el multiverso
En 1983, se demostró que la inflación podría ser eterna, dando lugar a un multiverso en el que el espacio se divide en burbujas o parches cuyas propiedades difieren de un parche a otro y abarcan todas las posibilidades físicas.
Paul Steinhardt, quien produjo el primer ejemplo de inflación eterna, eventualmente se convirtió en un oponente fuerte y vocal de la teoría. Sostuvo que el multiverso representaba una ruptura de la teoría inflacionaria porque, en un multiverso, cualquier resultado es igualmente posible, por lo que la inflación no hace predicciones y, por tanto, no es comprobable. En consecuencia, argumentó, la inflación no cumple una condición clave para una teoría científica.
Tanto Linde como Guth, sin embargo, continuaron apoyando la teoría inflacionaria y el multiverso. Guth declaró:

Es difícil construir modelos de inflación que no conduzcan a un multiverso. No es imposible, así que creo que aún queda investigación por hacer. Pero la mayoría de los modelos de inflación conducen a un multiverso, y la evidencia de la inflación nos empujará a tomar en serio la idea de un multiverso.

Según Linde, "es posible inventar modelos de inflación que no permitan un multiverso, pero es difícil. Cada experimento que aporta mayor credibilidad a la teoría inflacionaria nos acerca mucho más a indicios de que el multiverso es real".
En 2018, los fallecidos Stephen Hawking y Thomas Hertog publicaron un artículo en el que la necesidad de un multiverso infinito desaparece cuando Hawking describe que su teoría proporciona universos que son "razonablemente suaves y globalmente finitos". La teoría utiliza el principio holográfico para definir un 'plano de salida' del estado atemporal de inflación eterna, los universos que se generan en el plano se describen utilizando una redefinición de la función de onda sin límites; de hecho, la teoría requiere un límite en el principio de los tiempos.  En pocas palabras, Hawking dice que sus hallazgos "implican una reducción significativa del multiverso", lo que, como señala la Universidad de Cambridge, hace que la teoría sea "predictiva y comprobable" utilizando la astronomía de ondas gravitacionales.